# جامبو
جامبو (به انگلیسی: Jumbo) شرکت خرده‌فروشی یونانی است، که در زمینه تولید و عرضه انواع اسباب‌بازی، وسایل نوزاد، لوازم التحریر، محصولات سرگرمی‌های کودکان، محصولات فصلی و وسایل خانه فعالیت می‌نماید.
شرکت جامبو از سال ۱۹۸۶ فعالیت خود را آغاز نمود و در حال حاضر دارای ۴۱ شعبه فروش در کشورهای یونان، قبرس، آلبانی، بلغارستان، جمهوری مقدونیه و رومانی می‌باشد. دفتر مرکزی این شرکت در شهر آتن، یونان قرار دارد و بخشی از سهام آن در بازار بورس آتن دادوستد می‌شود.